# 葛利斯832c
葛利斯832c（Gliese 832 c 或 Gl 832 c、GJ 832 c），是一顆距離地球約16光年，位於天鶴座的太陽系外行星，母恆星是紅矮星葛利斯832。該行星的地球相似指數為0.81，是已知系外行星中該指數最高的行星之一。它位於母恆星的適居帶內。
葛利斯832c被發現是至今为止潛在適居系外行星中距離地球最近的幾個候选者之一。

## 概要
葛利斯832c的質量大約是地球的5.4倍。它的預期表面溫度類似地球，但是會隨著環繞恆星時與母恆星距離變動而改變。葛利斯832c的軌道離心率相對地球而言較高，軌道週期約36日。葛利斯832c表面的平均平衡溫度推測是253 K（−20℃）。但是它可能擁有濃密大氣層，使它的表面溫度可能遠高於平衡溫度，並且更類似金星。
葛利斯832c是位於所屬母恆星適居帶內的超級地球。雖然它和母恆星的距離遠低於日地距離，但其母恆星是紅矮星，因此其所接收的能量相當於地球接收的太陽輻射能。

## 發現與意义
葛利斯832c是由新南威尔士大学的天文學家羅伯特·威滕邁耶（Robert A. Wittenmyer）領導的國際團隊發現。該行星被發現時是「適居太陽系外行星目錄」內的行星中距離地球第2近的。
葛利斯832c的發現者描述該行星是「至今最近且最好的適居行星候選者」。
天文學家將對葛利斯832c進行更進一步研究以確認它是否適合生命存在。

## 外部連結
- Artist's conception of Gliese 832 （页面存档备份，存于）
- Artist's conception of Gliese 832 compared to the earth （页面存档备份，存于）
- The original study （页面存档备份，存于）